# 桑葚胚
桑葚胚（拉丁文中的morus指的是桑葚的意思）是屬於胚胎的早期發育，包含囊胚腔外圍的細胞，包覆細胞外層的環帶稱為透明帶。
桑葚胚是合子胚胎分裂一直到32細胞時期，整個形狀像一顆桑葚，所以被稱為桑葚胚。 在受精數天之後，位於桑葚胚表面的細胞開始緊密接觸，讓細胞與細胞之間進行胞橋小體連結與間隙連接，這個變化是非常細微的，並不易查覺，這個過程稱為緻密化。。在此之後桑葚胚的細胞释放黏性液體，造成桑葚胚中央形成孔洞，成為囊胚。囊胚的外層細胞會形成最初的胚胎上皮細胞（滋養外胚層）。然而有些細胞會存留在內層，形成內細胞群或是多潛能幹細胞。其中內細胞群細胞會形成胚體，而滋養外胚層則形成胎盤以及其他胚胎組織。

## 延伸閱讀
- "哺乳類發育調控"